# 司馬庫斯風倒櫸木案
司馬庫斯風倒櫸木案是臺灣一起涉及原住民族權益的案件。司馬庫斯的泰雅人曾榮義、何國正、余榮明等三人因部落開會決議，前往路邊搬運在颱風侵襲後經土石流沖刷倒地的櫸木樹根殘枝，由於林務局認為該殘枝仍為其所有，因此被新竹地檢署以違反竊盜罪及森林法第52條一項4款及6款起訴，2007年經過新竹地方法院一審、高等法院二審宣判有罪，2009年最高法院撤銷高等法院有罪判決，於2010年高等法院作出更一審宣判無罪確定。

## 案件經過
根據一審判決之記載，2005年9月間因颱風來襲造成司馬庫斯道路中斷，部落決定自行搶修，在搶修的過程中發現被土石掩埋之櫸木，先行移置路旁，而後經部落決議指派曾榮義、何國正、余榮明等三人將此櫸木運回以作為部落美化之用。同年10月14日，曾榮義、何國正、余榮明等三人開怪手及鐵牛車將櫸木運回部落，在此之前的同年10月7日，林務局已將櫸木樹身截走，遺留樹根及殘枝於原處。	在搬運櫸木回部落的路途上被警方發現加以攔查，並在當晚曾榮義、何國正、余榮明等三人被以犯罪嫌疑人身分遭到新竹縣警察局橫山分局拘捕，理由為未經主管機關申請許可，並趁林務局管轄寬廣人力不足之際，以自備之自小貨車、怪手及鐵牛車，竊取林務局原已噴漆烙鋼印之森林產物台灣櫸木共計五支，擅自搬運，並作為打造社區環境美化用。
其後於同年10月19日以違反森林法及竊盜罪移送新竹地檢署偵辦，新竹地檢署認為何國正、曾榮義、余榮明等三人雖觸犯森林法，但法院應審酌原住民有其固有之習慣，違反法之意識薄弱，予以緩刑宣告，因此向新竹地方法院聲請簡易判決處刑。而後，何國正、曾榮義、余榮明等三人認為採集山區林木乃是族群習慣，並無竊盜故意，且林務局遺留於地上的殘枝應為廢棄之無主物，三人主觀上並沒有不法所有的意圖，應不構成竊盜，不該使用簡易處刑，因此向法院聲請改用通常訴訟程序。

### 一審判決
新竹地方法院改以通常訴訟程序進行。其中主要的爭執事項為：本件櫸木是否為無主物；被告三人有無認知其行為屬於違法，而具有犯罪故意；否可依照原住民族基本法第2條、第9條及森林法第15條之規定，以原住民族部落習慣免除其刑。
於2007年4月18日宣告一審判決，一審法院判決理由稱：「依國有林林產物處分規則第3條第1款之規定，指生立、枯損、倒伏之竹木及餘留之根株、殘材而言。故不論存活之立木、風倒枯死木，或因路壁坍方滑落林地內之樹木，或因地形變動將原砍伐之枯死樹頭及樹片深埋地下嗣因修路始發現之該枯死樹頭、樹片等林產物，均屬森林主產物而受森林法之保護。又國有林之林務管理機關就其管理之森林內林產物，均具管領權。本件之櫸木，雖遭自然力沖刷倒地而非出於被告等之砍伐，然既倒伏於大溪事業局81林班地路旁，縱經林務局新竹林區管理處理，仍屬國有，且尚在林務管理機關管領力支配下，並非無主物或脫離本人持有之物，該櫸木構成竊盜罪之客體。」因此法院認為本件之櫸木並不屬於無主物。
法院又稱：「被告等均為長期居住於斯馬庫斯部落之原住民，並於參與道路搶修工作時發現遭沖刷至路旁之系爭櫸木，對於系爭櫸木原係於國有林班地生長而屬國有乙節，本不能諉為不知。」「他人土地之出產物，未經所有權人同意，不得擅自據為己有，乃一普遍之法律常識。自不得僅以部落習慣為由免除刑責。又櫸木有相當之材積，發現地點離部落又有12公里遠，顯然已非原住民單純撿拾枯枝、竹木資為一般日常生活運用所得比擬。可見原住民族對於土地之使用，雖然應加以高度之尊重，惟仍須依法定之方式、範圍加以運用，非謂全然不受法律之規範。故被告等此部分之辯解亦無從資為免罰之依據。」認為被告三人仍然具有不法所有之竊盜故意，並且不能以部落習慣為由作為抗辯。最終判決三人各處有期徒刑六個月，併科罰金新臺幣60萬元，均緩刑兩年。

### 二審判決
2007年5月1日，何國正、曾榮義、余榮明等三人不服一審法院判決其違反森林法之有罪判決，提起上訴。律師詹順貴、劉思吟以兩大爭執事項作為上訴之理由。一、案件發生地點是否位於Mrqwang(馬里光)群之傳統領域，故被告等人依森林法第15條第4項、原住民基本法第2條及第19條，得依其生活慣俗需要採取之。二、退步言，縱本案發生地點非位於Mrqwang群之傳統領域，被告等人主觀上是否有不法所有之意圖及竊盜之故意。
惟台灣高等法院於2007年9月28日宣告判決，認為被告之抗辯均不可採。法院根據專家證人之證稱認為，原住民依部落習俗生活，就算知道會觸法還是會進行自然物之採摘，足見其知悉行為具有違法性。再者，法官認為雖然案件地點位於泰雅族馬里光群傳統領域土地範圍，但森林法第15條第四項之立法目的在於保障原住民採取雜草、枯枝、落葉等，而本案所採取之櫸木為高經濟價值之枝幹，與森林法之規範行為樣態不同，自不適用。在原住民族基本法第19條的部分，原住民族基本法第19條第一項規定：「原住民得在原住民族
地區依法從事下列非營利行為：二、採集野生植物及菌類。」可知原住民族於傳統領域內採取森林產物、野生植物及菌類，仍須依法定方式辦理，非謂全然不受法律之規範。依「國有林林產物處分規則」規定，原住民因家具、農具而須採取竹木，或打撈漂流竹木，仍須向管理機關「專案申請」核准，始得為之。
在量刑的部分，高等法院認為原審原審未審酌罪犯減刑條例，因此撤銷原判決，改判各有期徒刑3個月，併科罰金新台幣79488元。均緩刑兩年。

### 三審判決
2007年10月12日，曾榮義、何國正、余榮明等三人以高等法院判決違背法令為由上訴到最高法院。2009年12月7日，最高法院宣判，將原判決撤銷，發回台灣高等法院。其理由大致上是以尊重原住民族之傳統習俗作為核心：原住民族之傳統習俗，有其歷史淵源與文化特色，為促進各族群間公平、永續發展，允以多元主義之觀點、文化相對之角度，以建立共存共榮之族群關係，尤其在原住民族傳統領域土地內，依其傳統習俗之行為，在合理之範圍，予以適當之尊重，以保障原住民族之基本權利。
因此，原住民族在其傳統領域土地內，依照傳統習俗的行為，就不能夠以非原住民的觀點，對傳統習俗的行為加以判斷。森林法第15條第四項的認定應該依照「其生活慣俗需要，採取森林產物」之情形，為調查審認，就此原審未加以審酌。並且原審以森林法第四項在尚未訂定「管理規則」之前，關於原住民族在傳統領域土地，「依其生活慣俗需要，採取森林產物」時，如何管理？有無明文適用或準用「國有林林產物處分規則」之命令？原審並未向中央主管機關及中央原住民族主管機關查明，即直接認定依照「國有林林產物處分規則」第十四條、第十七條規定，向管理機關「專案申請」核准，始得為之，亦有未合。原審判決不當，發回更審。

### 更一審判決
2010年2月10日，台灣高等法院做成更一審判決。法院認為，依森林法第15條第四項及原住民族基本法第19條的規定，足見政府承認原住民族的土地及自然資源的權利，並尊重原住民族傳統文化及生活習慣。又依據國立台灣大學人類學系所進行的調查研究報告「原住民族傳統習慣之調查、整理及評估納入現行法制第二期委託研究—泰雅族、太魯閣族」一書中所指出，泰雅族部落對動植物資源使用的核心概念是：在部落公有的領地範圍內，動植物資源可由部落成員共享，其他部落不會越界取用，彼此也會互相尊重。 由於對慣習法（gaga）及主宰賞罰之祖靈（utux）的敬畏，人人都會遵守這樣的規定。從資源共享的概念，可知對於泰雅族部落成員來說，野生植物不屬於任何個人所有，大家均可採用。司馬庫斯部落決議將倒木作為雕刻造景之用與泰雅族習慣吻合。又森林法之立法目的在於保育森林資源，本件櫸木是因為颱風來襲被土石流沖到路中央，曾榮義、何國正、余榮明等三人依司馬庫斯部落決議，將櫸木殘餘部分運回部落以美化部落景觀，並沒有破壞森林自然資源，因此並未違反森林法之立法目的。
依據慎刑原則，僅在具有社會倫理非難性的不法行為，始有動用刑法手段之必要；然曾榮義、何國正、余榮明等三人之行為，既符合原住民傳統文化及生活習慣，又未違反森林法的立法目的，並不具有社會倫理的可分難性。不構成森林法第52條第一項第4款及第6款。
法院並指出，森林法第四項尚未訂定「管理規則」，根據林務局函覆，現無明文適用或準用「國有林林產物處分規則」之命令。從而，曾榮義、何國正、余榮明等三人之行為，自不適用或準用國有林林產物處分規則，須向管理機關「專案申請」核准；但亦不能因上開管理規則尚未訂定即遽認被告三人之行為應科以森林法之罪責。
基於上述理由，法院最終諭知無罪判決。

## 後續影響
司馬庫斯風倒櫸木案是因原住民傳統與國家法律衝突而產生，是原住民權利之重大事件。
在一審宣判有罪後，當月24日即群召族人北上台北至林務局抗議，因未獲具體回應，是再於5月30日與捍衛司馬庫斯行動聯盟，到行政院前展開「Pinhaban530攻守同盟，捍衛司馬庫斯土地主權」之另一波抗爭，提出四大訴求，包含：一、要求林務局立即公開道歉，並將竊盜之櫸木歸還給司馬庫斯；二、要求行政院強力督導各級單位執行業務時應遵照原住民族基本法，不得任意侵犯原住民族傳統領域與權益；三、要求行政院長以「原住民族基本法推動委員會召集人」身份，組成跨部會協商小組，針對司馬庫斯部落的傳統領域與生活慣俗，限期於1個月內與司馬庫斯部落議會開啟對等協商準備程序。；四、要求儘速落實原住民族基本法，保障原住民族自治權益。
事後政府各部門雖有就「原住民族傳統領域」展開座談，然而對於如何劃分、屆定「傳統領域」仍然無法達成具體之決定。
在一、二審宣判有罪後，進而引發了是否要在法院中設置原住民專庭的討論。
司馬庫斯風倒櫸木案在司法判決上承認了原住民族在自己的傳統領域採集自然資源是合法的。這個判案結果只停留在被告的採集行為獲判無罪，但卻沒有由族人個別採集的合法性進一步延伸至部落對於所使用傳統領域的全面性管理制度，亦即俗稱的「自治」或是「共管」的模式。